# Alexis Loison
Pour les articles homonymes, voir Loison (homonymie).
Alexis Loison  est un navigateur et un skipper français, né le 11 août 1984 à Rouen (Seine-Maritime).

## Biographie
Il habite à Cherbourg-en-Cotentin dans la Manche et fait partie du Pôle Finistère Course au Large, à Port-la-Forêt depuis 2012. Il a participé à 17 épreuves de la Solitaire du Figaro depuis 2006.
Il est skipper du Figaro Bénéteau 3 « Région Normandie » pour les saisons 2019 et 2020.
Alexis est sextuple vainqueur de la Fastnet Race (2005, 2013, 2017, 2019, 2021 et 2025) et triple vainqueur de la Sydney-Hobart en 5 participations (2014, 2017 et 2024).

## Palmarès
- 2001 : 3e de la Transmanche

- 2004 :
  - 3e du Championnat IRC Anglais
  - 30e du National Figaro

- 2005 :
  - 4e de la Course Cowes-Dinard
  - vainqueur du Championnat du RORC
  - 23e du Tour de Bretagne à la voile avec Alexandre Toulorge
  - vainqueur de la Fastnet Race sur Night & Day en catégorie IRC double avec son père Pascal ; 8e au classement général[1]

- 2006 :
  - 35e de La Solitaire Afflelou Le Figaro et 10e bizuth
  - 5e de la Solitaire de Concarneau

- 2007 :
  - vainqueur de coupe Mac DO 2007
  - 31e de La Solitaire Afflelou Le Figaro
  - 2e spi ouest France en class 8

- 2008 : 18e de La Solitaire du Figaro

- 2009 :
  - 22e de La Solitaire du Figaro
  - 8e Coupe de France j80
  - 2e international sailing week

- 2010 :
  - 20e de La Solitaire du Figaro
  - 2e Solo basse-Normandie
  - vainqueur Coupe Macdo, coupe elle&lui et coupe du gérant

- 2011 :
  - 16e de La Solitaire du Figaro
  - 7e Solo basse Normandie - Mondial J80 à Copenhague

- 2012 :
  - 8e de La Solitaire du Figaro sur Groupe FIVA
  - vainqueur de la Coupe de Noël à Cherbourg
  - vainqueur Solo Basse-Normandie

- 2013 :
  - 9e de la Solitaire du Figaro Éric Bompard Cachemire sur Groupe FIVA
  - vainqueur de la Channel Race catégories IRC toutes catégories, IRC 3 et doubles
  - vainqueur de la Rolex Fastnet Race catégories IRC toutes catégories, IRC 3 et Doubles avec son père Pascal Loison sur Night and Day (JPK 1010)[3]. C'est la première fois qu'un bateau en double l'emporte au classement général dans l'histoire de la course[4]
  - 2e de l'Europacup de J70 au Lac de Garde (Italie)
  - Champion du RORC catégories IRC 3 et doubles
  - vainqueur de Cowes-Dinard catégories IRC 3 et Doubles
  - vainqueur du Tour des ports de la Manche en catégorie 5

- 2014 :
  - vainqueur de la première étape de la Solitaire du Figaro[5] - 9e de la Solitaire du Figaro Éric Bompard Cachemire sur Groupe FIVA
  - 3e du mondial J-111 à Cowes
  - vainqueur du Tour des ports de la Manche

- 2015 :
  - 6e de la Solitaire du Figaro Éric Bompard Cachemire sur Groupe FIVA
  - vainqueur de la Channel Race en IRC 3 et double
  - vice-champion de France de Match-Racing
  - vainqueur de la Generali Solo[6] ;
  - vice-champion de France de course au large en solitaire[7]
  - vainqueur Rolex Sydney-Hobart Race en IRC 4 et Second en IRC toutes catégories comme Navigateur sur Courrier Léon - JPK 1180
  - 2e de la Fastnet Race sur Night & Day en catégorie IRC double avec son père Pascal à 14 secondes du vainqueur[1]

- 2016 :
  - 6e de la Solitaire Bompard- Le Figaro[3]
  - 5e de la Transat AG2R La Mondiale[3]
  - vainqueur de la Solo Normandie
  - vainqueur Groupama Race (Tour de Nouvelle-Calédonie)
  - vainqueur IRC 4 Rolex Middle Sea Race
  - 2e de la Cowes Week
  - 9e au classement du Championnat de France de course au large en solitaire

- 2017 :
  - 9e de la Solitaire Bompard- Le Figaro[3]
  - 3e de la Douarnenez Horta Solo[3]
  - vainqueur Rolex Sydney-Hobart Race en IRC 4 comme navigateur sur Banque de Nouvelle-Calédonie (JPK 1080)
  - vainqueur Rolex Fastnet Race en IRC Double et IRC 4 sur Night and Day (JPK 1010)[1]
  - 5e au classement du Championnat de France de course au large en solitaire

- 2018 :
  - vainqueur Rolex Middle Sea Race à bord de Courrier Recommandé (JPK 1180)
  - 12e de La Solitaire du Figaro
  - vainqueur de la Solo Maître CoQ[3]
  - 2e de la Solo Concarneau
  - 5e de la Transat AG2R avec Anthony Marchand sur Groupe Royer - Secours Populaire[8] en 18 j 7 h 52 min 0 s
  - vainqueur de la Solo Normandie[9]
  - 2e Allmer Le Havre All mer Cup
  - 3e au classement du Championnat de France de course au large en solitaire

- 2019 :
  - 19e du Championnat de France de course au large en solitaire
  - vainqueur du Tour de Bretagne à la Voile avec Frédéric Duthil sur Région Normandie
  - vainqueur Rolex Fastnet Race en IRC Double
  - 5e de La Solitaire URGO Le Figaro

- 2020 :
  - 16e du Championnat de France de course au large en solitaire
  - 14e de La Solitaire du Figaro

- 2021 :
  - 7e du Championnat de France de course au large en solitaire
  - vainqueur de la Rollex Fastnet Race en IRC Double et IRC 3 avec Guillaume Pirouelle sur Léon (JPK 1030)
  - 5e du Tour de Bretagne à la Voile avec Guillaume Pirouelle
  - 5e de la La Transat en Double - Concarneau - Saint-Barthélemy avec Guillaume Pirouelle sur Région Normandie en 18 j 7 h 34 min 16 s
  - 4e de La Solitaire du Figaro

- 2022 :
  - 6e du Trophée Banque Populaire Grand Ouest, sur la route des Iles du Ponant avec Élodie Bonafous
  - 3e de la Sardinha Cup avec Élodie Bonafous sur Quéguiner – La Vie en Rose
  - 3e de la Rolex Sydney-Hobart en IRC 3 sur South Brittany (Bénéteau First 44.7) avec Tanguy Fournier Le Ray et 9 autres équipiers
- 2023 :
  - 2e de la 22e Solo Maître CoQ (Port Olona, Les Sables d’Olonne) sur Groupe Réel
  - vainqueur du Tour de Bretagne à la Voile avec Guillaume Pirouelle sur le Figaro Bénéteau 3 Région Normandie[10]
  - 14e de La Solitaire du Figaro PAPREC
- 2024 :
  - 9e de La Solitaire du Figaro PAPREC sur Groupe Réel
  - vainqueur, sur 16 inscrits, de la 79e Rolex Sydney-Hobart en IRC 3 sur Cocody (JPK 1180) en 3 j 4 h 52 min avec Richard Fromentin, Pierrick Letouzé et 3 autres équipiers[2];[11]
- 2025 :
  - vainqueur du Spi Ouest-France en IRC double avec Jean-Pierre Kelbert sur Léon (JPK 1050)
  - vainqueur de la 15e édition du Tour de Bretagne à la voile avec Corentin Horeau sur le Figaro Bénéteau 3 Groupe Réel[12]
  - vainqueur de la Rollex Fastnet Race en catégories IRC toutes catégories, IRC 2 et Doubles sur Léon avec Jean-Pierre Kelbert en 3 jours 22 h 42 min 15 s[13]